# Aphaenogaster swammerdami
Aphaenogaster swammerdami är en myrart som beskrevs av Auguste-Henri Forel 1886. Aphaenogaster swammerdami ingår i släktet Aphaenogaster och familjen myror.

## Underarter
Arten delas in i följande underarter:
- A. s. clara
- A. s. curta
- A. s. spinipes
- A. s. swammerdami

## Bildgalleri

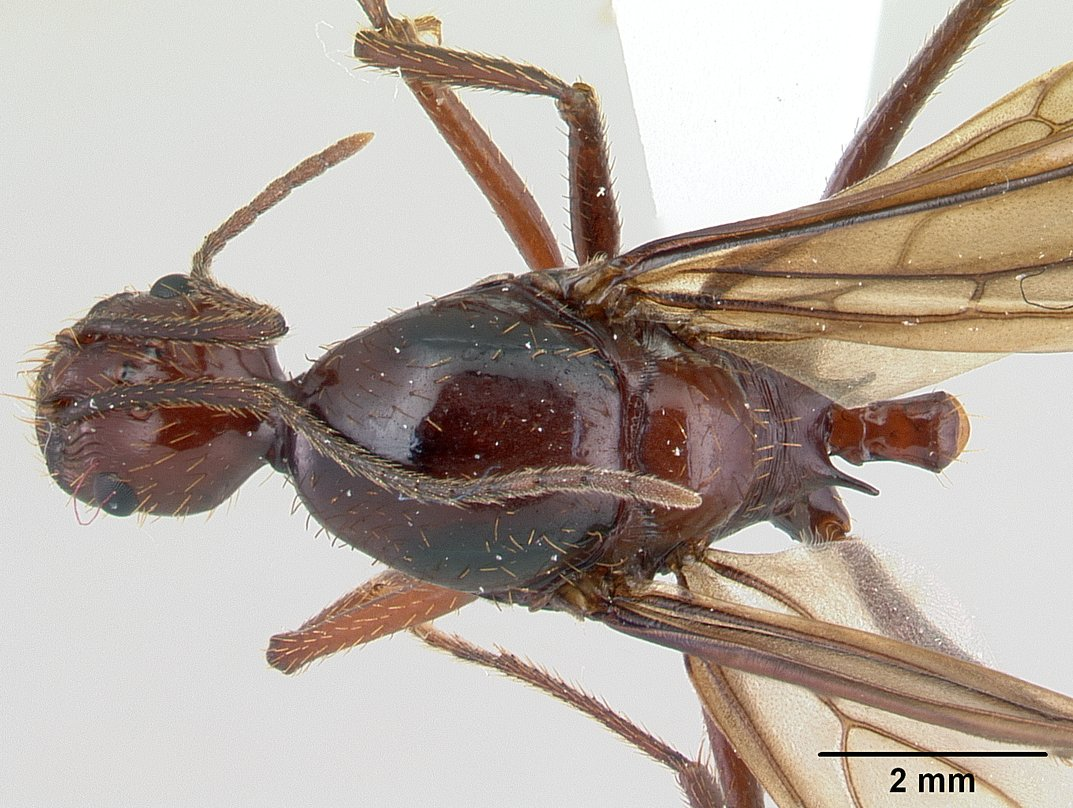
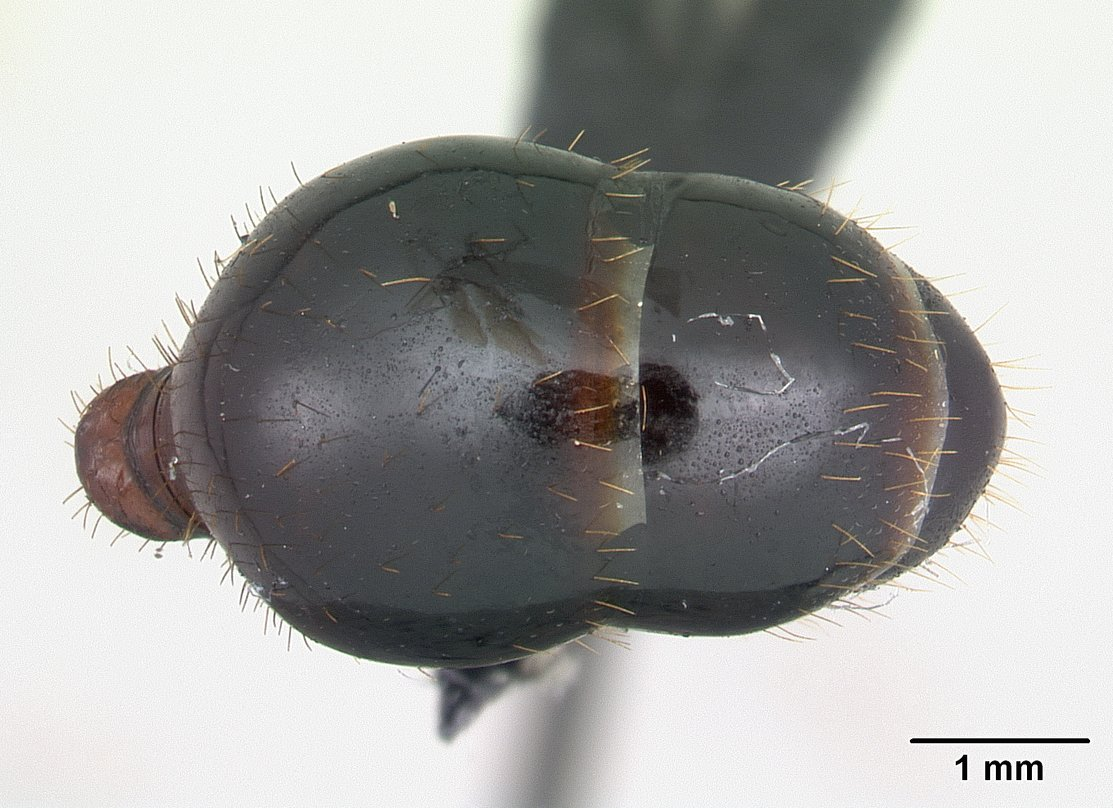
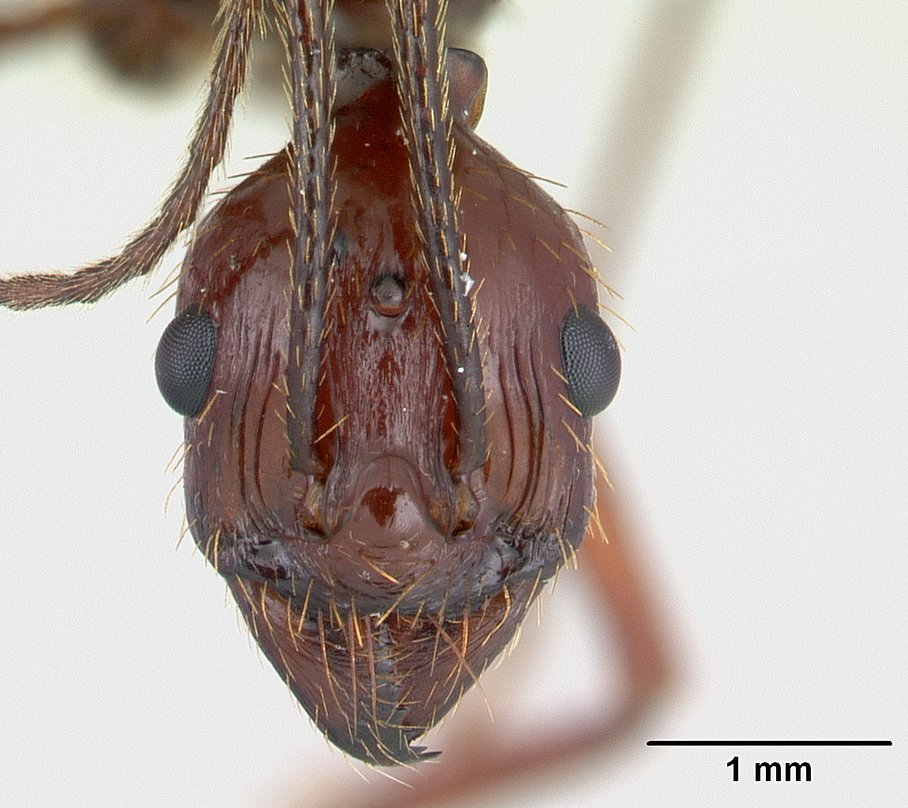
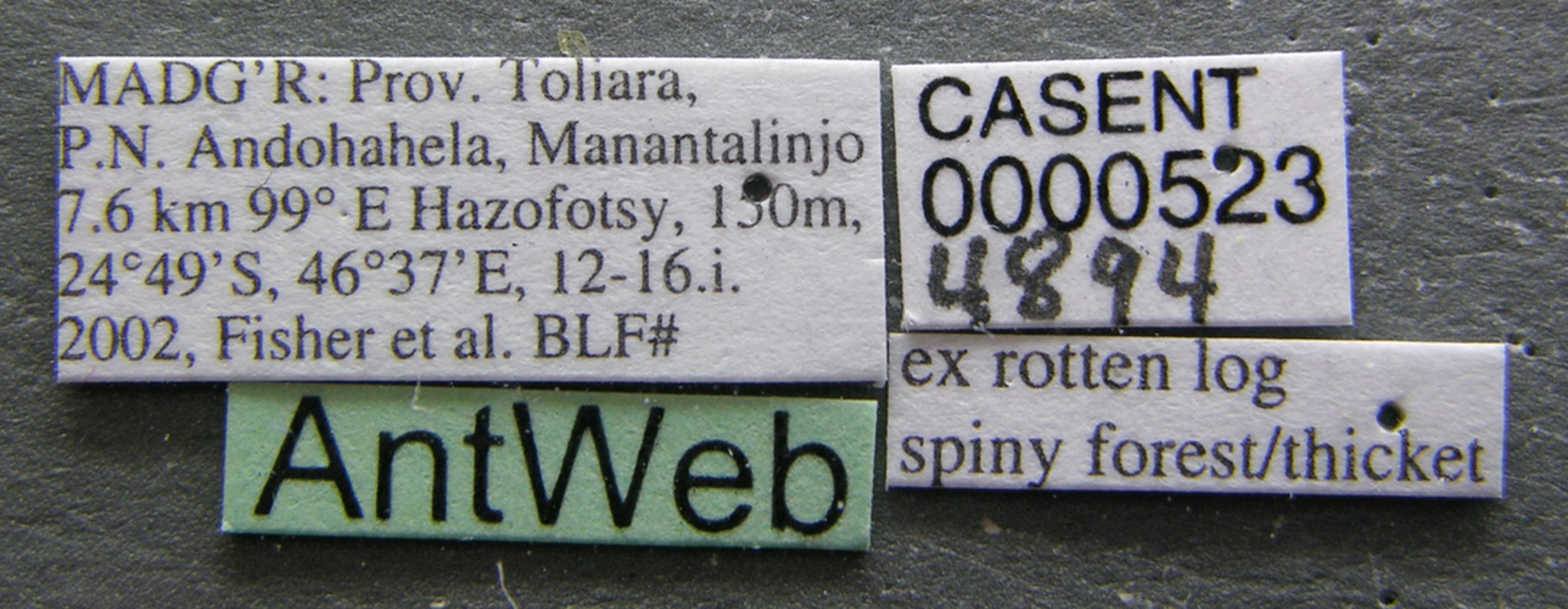
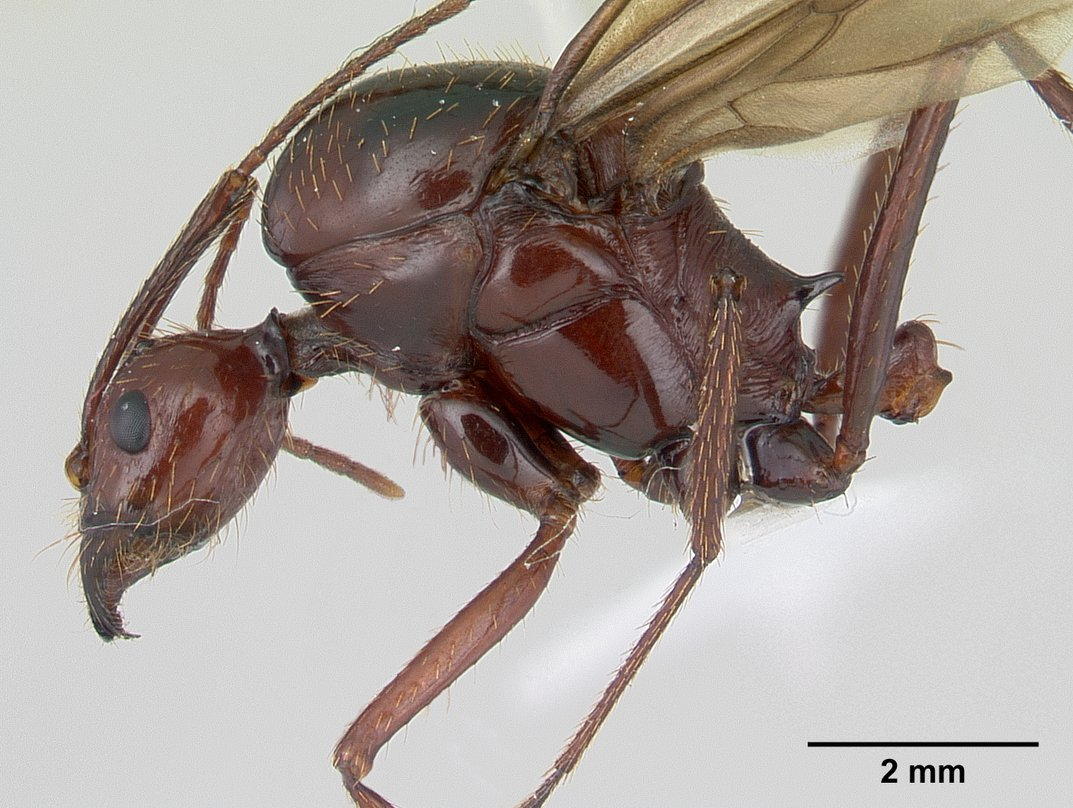
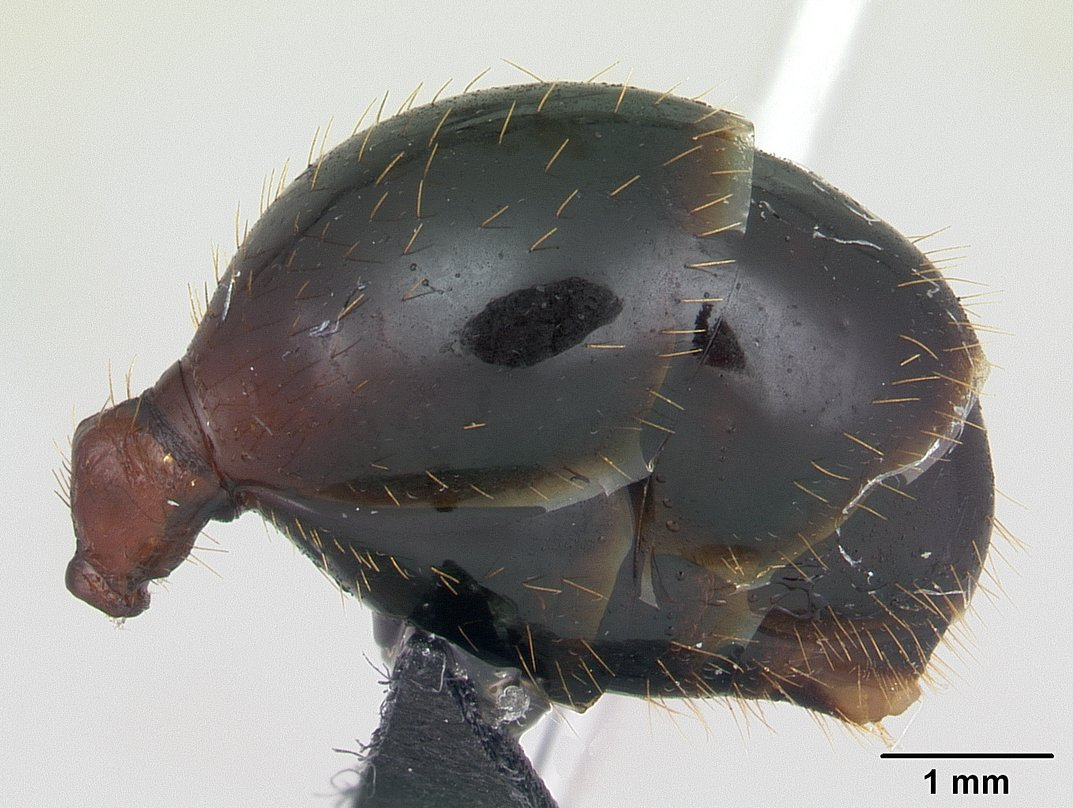